# 橋本市立高野口小学校
橋本市立高野口小学校（はしもとしりつ こうやぐちしょうがっこう）は、和歌山県橋本市高野口町にある公立の小学校である。
特筆すべきはその校舎で、1937年（昭和12年）に建造され、現役で使用されている日本最大級のものである。2014年（平成26年）1月27日に、国の重要文化財に指定された。教室の配置などのデザインも独特で、連続ドラマなどの舞台として何度も登場している。

## 沿革
- 1875年（明治8年） - 「村学」と称して開設された。
- 1911年（明治44年） - 高野口尋常高等小学校と改称。
- 1937年（昭和12年） - 校地を移して新しく建設されたのが現木造校舎。
- 1947年（昭和22年） - 高野口小学校と改称。
- 2004年（平成16年） - 高野口町指定文化財となる。
- 2006年（平成18年）3月1日 - 橋本市と合併し、橋本市立高野口小学校となり、橋本市指定文化財となった。
- 2014年（平成26年）1月27日 - 「旧高野口尋常高等小学校校舎」として国の重要文化財に指定された[2]。

## 教育目標
- 心身ともに健康で、共に考え、学び、高め合い、心豊かで実践力をもった子どもを育成する。

## 学区
- 名倉、大野、向島、名古曽（高尾城、浦之段、丹生平）、小田（小田向島）

## 卒業生の進路
公立中学校の場合
- 橋本市立高野口中学校

## アクセス
- 西日本旅客鉄道和歌山線高野口駅から徒歩約15分

## 出身者
- 六代目上村吉弥 - 歌舞伎俳優
- 神崎亮平 - 生物学者、東京大学教授、元日本比較生理生化学会会長

## 通学区域が隣接している学校
- 橋本市立西部小学校
- 橋本市立応其小学校
- 九度山町立九度山小学校
- かつらぎ町立妙寺小学校
- （大阪府）河内長野市立高向小学校